# Nesle-Hodeng
Pour les articles homonymes, voir Nesle (homonymie).
Nesle-Hodeng (phonétiquement: [nɛl ɔdɑ̃]) est une commune française située dans le département de la Seine-Maritime en région Normandie.

## Géographie

### Description
La commune est traversée par l'avenue verte, itinéraire cyclable qui relie Paris à Londres.

### Communes limitrophes
Les communes limitrophes sont  Beaussault, Bouelles, Flamets-Frétils, Graval, Mesnil-Mauger, Mortemer et Saint-Saire.

### Hydrographie
La commune est située dans le bassin Seine-Normandie. Elle est drainée par l'Arques, le fossé 01 de la commune de Bouelles et le Nesle,,.
L'Arques, d'une longueur de 67 km, prend sa source dans la commune de Gaillefontaine, à une altitude de 204 m (le cours d'eau porte alors le nom de rivière de la Béthune) et se jette  dans la Manche à Dieppe, après avoir traversé 24 communes. 

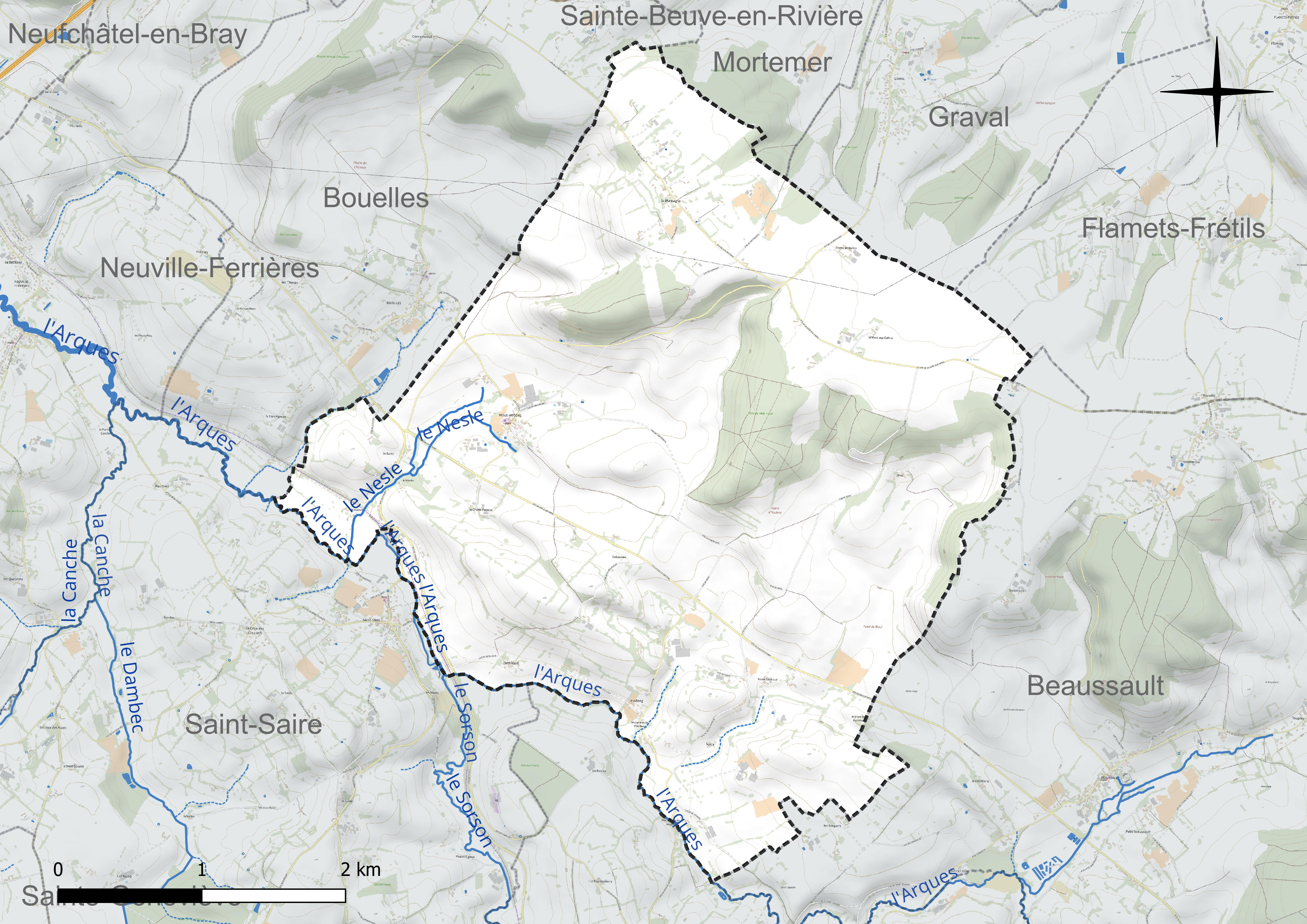
Réseau hydrographique de Nesle-Hodeng.

### Climat
Pour des articles plus généraux, voir Climat de la Normandie et Climat de la Seine-Maritime.
En 2010, le climat de la commune est de type climat océanique altéré, selon une étude du CNRS s'appuyant sur une série de données couvrant la période 1971-2000. En 2020, Météo-France publie une typologie des climats de la France métropolitaine dans laquelle la commune est exposée à un climat océanique et est dans la région climatique Côtes de la Manche orientale, caractérisée par un faible ensoleillement (1 550 h/an) ; forte humidité de l’air (plus de 20 h/jour avec humidité relative > 80 % en hiver), vents forts fréquents. Parallèlement le GIEC normand, un groupe régional d’experts sur le climat, différencie quant à lui, dans une étude de 2020, trois grands types de climats pour la région Normandie, nuancés à une échelle plus fine par les facteurs géographiques locaux. La commune est, selon ce zonage, exposée à un « climat contrasté des collines », correspondant au Pays de Bray, bien arrosé et frais.
Pour la période 1971-2000, la température annuelle moyenne est de 10,3 °C, avec une amplitude thermique annuelle de 13,6 °C. Le cumul annuel moyen de précipitations est de 871 mm, avec 13,1 jours de précipitations en janvier et 8,4 jours en juillet. Pour la période 1991-2020, la température moyenne annuelle observée sur la station météorologique la plus proche, située sur la commune de Bouelles à 1 km à vol d'oiseau, est de 10,7 °C et le cumul annuel moyen de précipitations est de 838,4 mm,. Pour l'avenir, les paramètres climatiques de la commune estimés pour 2050 selon différents scénarios d’émission de gaz à effet de serre sont consultables sur un site dédié publié par Météo-France en novembre 2022.

## Urbanisme

### Typologie
Au 1er janvier 2024, Nesle-Hodeng est catégorisée commune rurale à habitat très dispersé, selon la nouvelle grille communale de densité à sept niveaux définie par l'Insee en 2022.
Elle est située hors unité urbaine. Par ailleurs la commune fait partie de l'aire d'attraction de Neufchâtel-en-Bray, dont elle est une commune de la couronne,. Cette aire, qui regroupe 15 communes, est catégorisée dans les aires de moins de 50 000 habitants,.

### Occupation des sols
L'occupation des sols de la commune, telle qu'elle ressort de la base de données européenne d’occupation biophysique des sols Corine Land Cover (CLC), est marquée par l'importance des territoires agricoles (90,4 % en 2018), une proportion identique à celle de 1990 (90,4 %). La répartition détaillée en 2018 est la suivante : 
prairies (48,4 %), terres arables (39,3 %), forêts (9 %), zones agricoles hétérogènes (2,8 %), zones urbanisées (0,5 %). L'évolution de l’occupation des sols de la commune et de ses infrastructures peut être observée sur les différentes représentations cartographiques du territoire : la carte de Cassini (XVIIIe siècle), la carte d'état-major (1820-1866) et les cartes ou photos aériennes de l'IGN pour la période actuelle (1950 à aujourd'hui).

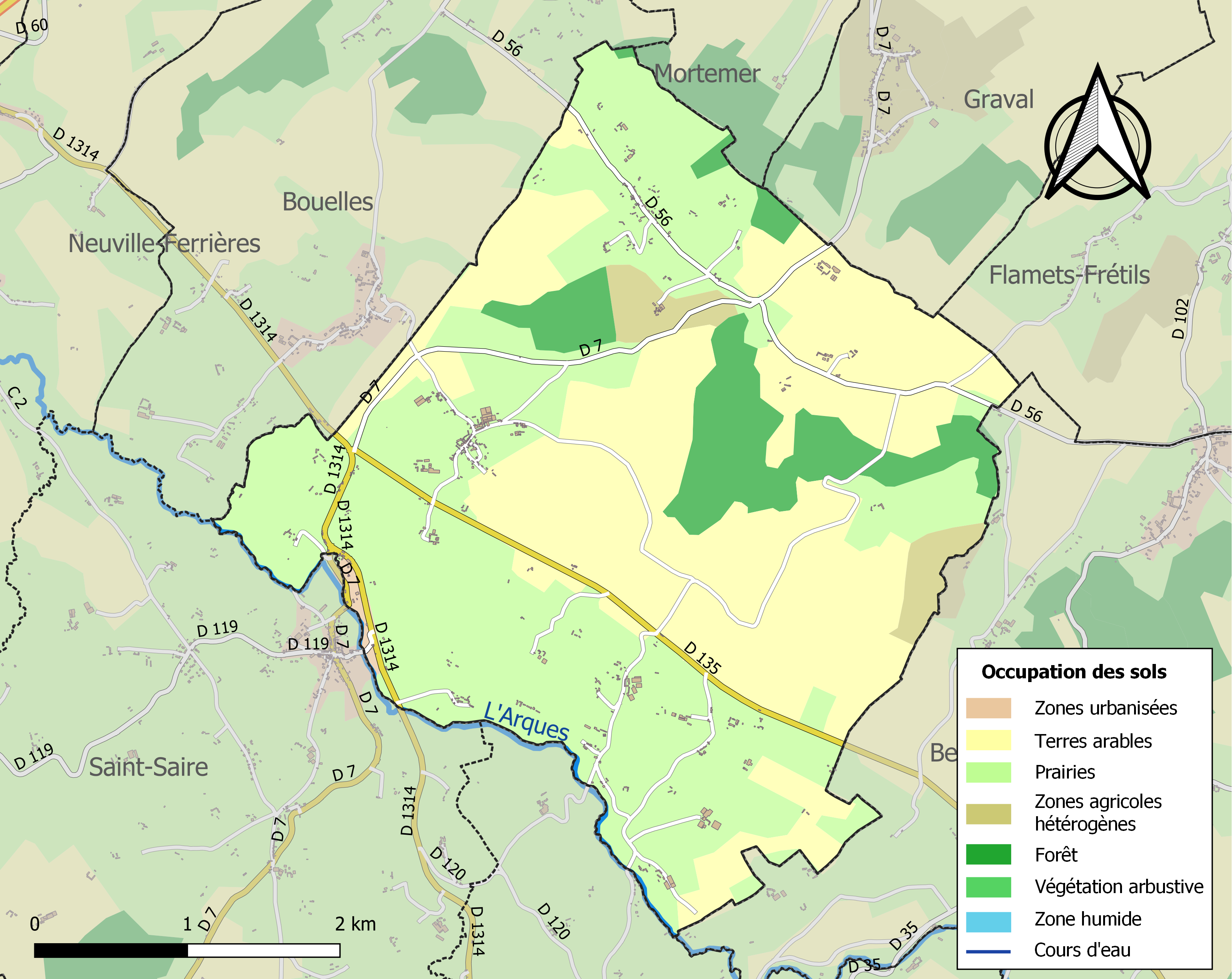
Carte des infrastructures et de l'occupation des sols de la commune en 2018 (CLC).

### Habitat et logement
En 2018, le nombre total de logements dans la commune était de 168, alors qu'il était de 169 en 2013 et de 162 en 2008.
Parmi ces logements, 82,1 % étaient des résidences principales, 14,3 % des résidences secondaires et 3,6 % des logements vacants. Ces logements étaient pour 97,6 % d'entre eux des maisons individuelles et pour 0,6 % des appartements.
Le tableau ci-dessous présente la typologie des logements à Nesle-Hodeng en 2018 en comparaison avec celle de la Seine-Maritime et de la France entière. Une caractéristique marquante du parc de logements est ainsi une proportion de résidences secondaires et logements occasionnels (14,3 %) supérieure à celle du département (3,9 %) et à celle de la France entière (9,7 %). Concernant le statut d'occupation de ces logements, 83,4 % des habitants de la commune sont propriétaires de leur logement (84,8 % en 2013), contre 53 % pour la Seine-Maritime et 57,5 % pour la France entière.
| Typologie                                               | Nesle-Hodeng | Seine-Maritime | France entière |
| ------------------------------------------------------- | ------------ | -------------- | -------------- |
| Résidences principales (en %)                           | 82,1         | 88             | 82,1           |
| Résidences secondaires et logements occasionnels (en %) | 14,3         | 3,9            | 9,7            |
| Logements vacants (en %)                                | 3,6          | 8,1            | 8,2            |

### Énergie
En 2021/2022, la création d'un parc éolien de 8 aérogénérateurs  est envisagée sur les communes de Nesle-Hodeng et Beaussault, dans la vallée, le long de la route de Gaillefontaine, projet qui pourrait aboutir en 2025 mais qui suscite des réactions hostiles de certains habitants,.

## Toponymie
La commune a été formée en 1823 par l'unification de deux communes instituées lors de la Révolution française, celle de Nesle-en-Bray et celle d'Hodeng-en-Bray.
Nesle est attestée sous la forme latinisée Nigella en 1155 et Neela en 1180, par attraction du bas latin nigella, nielle, émail noir. Il semble en fait s'agir d'un terme celtique *neviala, variante de *noviala, dérivé du gaulois noviios, neuf, nouveau, au sens de « terre nouvelle », comme Nesles (Nivigella v. 1080) ou Nivelles (Nivialensis VIIe siècle).
Le nom de Hodeng est probablement un toponyme d'origine francique, correspondant au composé germanique *husidun « maison sur la hauteur », ayant aussi évolué en France et en Belgique sous les formes Houdan, Houdain, Hodent, Hodenc-l'Évêque, Hodeng-Hodenger, etc.
☞ Maurits Gysseling avait en son temps proposé une interprétation différente de ce type toponymique, qui semble abandonnée aujourd'hui : selon cet auteur, il s'agirait d'un ancien appellatif germanique °husid-inja-, dont le radical °husid- représenterait un dérivé participial reposant sur le radical indo-européen *keus- « couvrir, cacher, dissimuler » [comprendre : son degré zéro *kus-], d'où le sens de « lieu caché, dissimulé », etc.
Ces deux types toponymiques sont caractéristiques du nord de la France et de la Belgique.

## Histoire
Le site était déjà habité à l'époque gallo-romaine. Il l'a été ensuite au Moyen Âge, entre autres par les Francs.[réf. nécessaire]

## Politique et administration

### Rattachements administratifs et électoraux
La commune se trouve depuis 1926 dans l'arrondissement de Dieppe du département de la Seine-Maritime. Pour l'élection des députés, elle fait partie depuis 2012 de la sixième circonscription de la Seine-Maritime.
Elle fait partie depuis 1793 du canton de Neufchâtel-en-Bray. Dans le cadre du redécoupage cantonal de 2014 en France, ce canton, dont la commune est toujours membre, est modifié, passant de 23 à 70 communes.

### Intercommunalité
La commune était membre de la communauté de communes du Pays Neufchâtelois créée au 1er janvier 1998, et qui succédait au SIVOM de Neufchâtel-en-Bray, constitué en 1977.
Dans le cadre de l'approfondissement de la coopération intercommunale prévu par la Loi portant nouvelle organisation territoriale de la République (Loi NOTRe) du 7 août 2015, qui prévoit que les intercommunalités à fiscalité propre doievnt avoir, sauf exception, au moins 15 000 habitants, le schéma départemental de coopération intercommunale (SDCI) adopté en octobre 2016 prescrit la fusion de la communauté de communes  la communauté de communes de Saint-Saëns-Porte de Bray et huit communes issues de la communauté de communes du Bosc d'Eawy pour former au 1er janvier 2017 la communauté Bray-Eawy, dont la commune est désormais membre.

### Politique locale
Les communes de Graval, Nesle-Hodeng, Neuville-Ferrières et Saint-Saire ont engagé en 2016 une réflexion en vue de se regrouper pour former une commune nouvelle, qui pourrait voir le jour au 1er janvier 2019,. Bouelles, qui avait été initialement intéressé par cette démarche, a décidé de s'en retirer à l'été 2017. En juin 2018, les conseils municipaux se sont divisés sur le projet — Graval et Neuville-Ferrières étaient favorables,  mais Nesle-Hodeng et Saint-Saire ont voté contre la fusion — et celui-ci a été abandonné.

### Liste des maires
| Période                                  | Période                   | Identité           | Étiquette | Qualité                                                             |
| ---------------------------------------- | ------------------------- | ------------------ | --------- | ------------------------------------------------------------------- |
| Les données manquantes sont à compléter. |                           |                    |           |                                                                     |
|                                          |                           | Philogone Merlier  |           |                                                                     |
| Les données manquantes sont à compléter. |                           |                    |           |                                                                     |
| mars 1989                                | mars 2014                 | Patrick Chevallier |           | Agriculteur                                                         |
| mars 2014                                | juillet 2020              | Christian Portier  |           | Ancien directeur d’un établissement pour la protection de l’enfance |
| juillet 2020                             | printemps 2023,           | Clémence Lemonnier |           | Cadre administrative Démissionnaire pour motif professionnel        |
| septembre 2022                           | En cours (au 30 mai 2023) | Amélie Canac       |           |                                                                     |

## Équipements et services publics

### Enseignement
Les enfants de la commune sont scolarisés dans le cadre d'un regroupement pédagogique intercommunal administré par le SIVOS de la Béthune qui regroupe Saint-Saire, Nesle-Hodeng, Bouelles et Neuville-Ferrières. Pour l'année scolaire 2016-2017, le SIVOS assure l'enseignement primaire de 191 élèves de la maternelle au CM2.

## Population et société

### Démographie
L'évolution du nombre d'habitants est connue à travers les recensements de la population effectués dans la commune depuis 1793. Pour les communes de moins de 10 000 habitants, une enquête de recensement portant sur toute la population est réalisée tous les cinq ans, les populations de référence des années intermédiaires étant quant à elles estimées par interpolation ou extrapolation. Pour la commune, le premier recensement exhaustif entrant dans le cadre du nouveau dispositif a été réalisé en 2007.

En 2022, la commune comptait 331 habitants, en évolution de −5,16 % par rapport à 2016 (Seine-Maritime : +0,35 %, France hors Mayotte : +2,11 %).
| 1793 | 1800 | 1806 | 1821 | 1831 | 1836 | 1841 | 1846 | 1851 |
| ---- | ---- | ---- | ---- | ---- | ---- | ---- | ---- | ---- |
| 220  | 380  | 492  | 513  | 776  | 717  | 760  | 755  | 732  |

| 1856 | 1861 | 1866 | 1872 | 1876 | 1881 | 1886 | 1891 | 1896 |
| ---- | ---- | ---- | ---- | ---- | ---- | ---- | ---- | ---- |
| 743  | 717  | 684  | 676  | 664  | 652  | 614  | 614  | 595  |

| 1901 | 1906 | 1911 | 1921 | 1926 | 1931 | 1936 | 1946 | 1954 |
| ---- | ---- | ---- | ---- | ---- | ---- | ---- | ---- | ---- |
| 566  | 552  | 542  | 535  | 562  | 542  | 596  | 603  | 532  |

| 1962 | 1968 | 1975 | 1982 | 1990 | 1999 | 2006 | 2007 | 2012 |
| ---- | ---- | ---- | ---- | ---- | ---- | ---- | ---- | ---- |
| 521  | 523  | 476  | 410  | 360  | 313  | 301  | 299  | 340  |

| 2017 | 2022 | - | - | - | - | - | - | - |
| ---- | ---- | - | - | - | - | - | - | - |
| 349  | 331  | - | - | - | - | - | - | - |

## Culture locale et patrimoine

### Lieux et monuments
- Église Saint-Pierre, dont le lutrin, classé monument historique, date du XVIIIe siècle[39].
- Chapelle Saint-Denis, du XVIIIe siècle au hameau d’Hodeng, construit  en partie en pierres ferrugineuses locales. Son clocher et les trois fenêtres de son chœur sont en style roman. Le mobilier provient en partie de l'abbaye de Bival[40],[41].
- Abbaye de Bival.

### Personnalités liées à la commune
- Louis Licherie (1629-1687), graveur et peintre[42]
- Octavie Delacourt né Gosse[43] (1858-1937), héroïne du combat de la Rougemare et des Flamants en septembre 1914[44],[45].
- Guy Cressent, résistant à l'âge de 10 ans[46].